# Possendorfer Bach
Der Possendorfer Bach ist ein Nebenfluss des Lockwitzbaches. Er entspringt in Possendorf und mündet nordöstlich der Ortslage von Kreischa bei der Ruine der ehemaligen Hauswaldmühle am linken Talrand in den Lockwitzbach. Der gesamte Bachverlauf erstreckt sich im Landkreis Sächsische Schweiz-Osterzgebirge.

## Verlauf
Das Quellgebiet des Possendorfer Baches liegt in dem parallel zur Bundesstraße 170 verlaufenden südöstlichen Taleinschnitt oberhalb der Kirche von Possendorf. Sein schmaler Lauf zieht sich durch den alten Ortskern und wird da streckenweise vom Bachweg begleitet. Zwei kurze Wasserläufe bilden am östlichen Rand der Ortsbebauung auf einer Höhe von etwa 259 m über dem Meeresspiegel weitere kleine Zuflüsse des hier ostwärts abfließenden Possendorfer Bachs. Die sich nun sanft neigende Talsenke zwischen Spitzberg im Süden und der Hornschenke im Norden führt den Bachverlauf in Richtung der Häusergruppe Kleinkleba und schwenkt hier langsam nach Südosten. Dabei wird der Rundweiler Brösgen am Südabhang des Tales passiert. Nun nimmt die Steillage des nördlichen Talhanges zu. Dabei fließt der Bach zwischen Kleba und Theisewitz, wo er auch von einer Landstraße überquert wird, die beide Dörfer miteinander verbindet.
Am rechten Ufer mündet auf den Wiesen des hoch über Talsohle angelegten Vorwerks Theisewitz bei 203 m ü. M. sein einziger größerer seitlicher Zufluss, die aus Richtung Kleincarsdorf kommende Huhle bzw. Lauebach. Danach schwenkt der Possendorfer Bach fast in südliche Richtung und erreicht dabei die Talweitung des Lockwitzbaches gegenüber von Gombsen. Bei etwa 182 m ü. M. mündet er nahe einer Verlandungszone des Schilfteichs in den Lockwitzbach. Kurz vor seiner Mündung zweigt ein ehemaliger, nun trockener Mühlgraben vom Possendorfer Bach ab, der die Straße zwischen dem Lockwitztal und dem Dorf Kautzsch an der Brandmühle unterquert, um danach ebenso am Lockwitzbach anzukommen.

## Ehemalige Mühlen
- Hauswaldmühle
- Brandmühle